# 23812 Jannuzi
23812 Jannuzi là một tiểu hành tinh vành đai chính với chu kỳ quỹ đạo là 1649.4605783 ngày (4.52 năm).
Nó được phát hiện ngày 17 tháng 8 năm 1998.